# Paul Bouman
Paul Bouman (* 26. August 1918 in Hamburg, Minnesota; † 28. April 2019) war ein US-amerikanischer Kirchenmusiker und Komponist.
Bouman studierte Musikerziehung am Concordia College in River Forest und der Northwestern University in Evanston und besuchte dann die Westfälische Kirchenmusikschule in Herford. Er wirkte als Musikdirektor und Musiklehrer an der Ebenezer Lutheran Church in Milwaukee, Wisconsin, der St. Paul Lutheran Church in Melrose Park, Illinois, und der Grace Lutheran Church in River Forest, Illinois.
Er unterrichtete bei den Lutheran Worship Conferences, gab Workshops für die Chorister's Guild und die American Guild of Organists und leitete Kinderchöre als Mitglied der Illinois Grade School Music Association. 1971 gründete er mit Carl Schalk die Bach Vesper Cantata Series an der Grace Lutheran Church. 1984 studierte er die Kinderchöre für das Bethlehem Bach Festival in Bethlehem, Pennsylvania, ein. Er war Mitglied der American Guild of Organists, der Hymn Society in the United States and Canada, der American Choral Director's Association und der Association of Lutheran Church Musicians. Bouman veröffentlichte mehrere Bände mit kirchenmusikalischen Chorwerken (Blest Are They, Saved By a Touch, Sing to the Lord a New Song (Psalm 96), "Take Up Your Cross," the Savior Said).